# Instytut Meteorologii i Gospodarki Wodnej

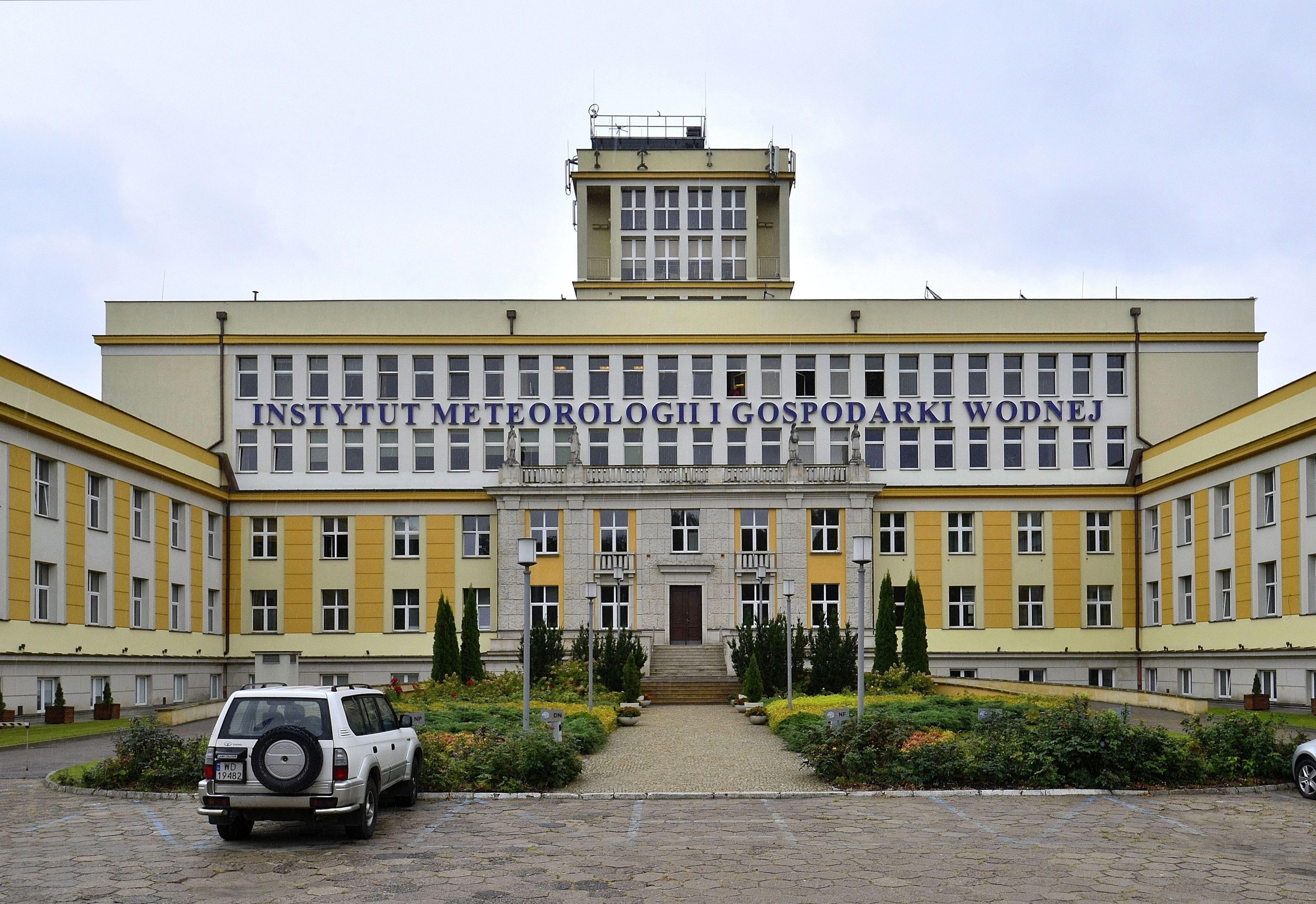
Hauptgebäude des IMGW-PIB in Warschau

Das Instytut Meteorologii i Gospodarki Wodnej – Państwowy Instytut Badawczy (kurz IMGW-PIB, deutsch Institut für Meteorologie und Wasserwirtschaft – Nationales Forschungsinstitut) ist eine polnische staatliche Verwaltungsbehörde, die die Aufgabe wahrnimmt, das Wetter, Wasser, Klima und die Umwelt zu beobachten und Prognosen zu erstellen. Die Arbeit des IMGW-PIB fußt auf den vier wissenschaftlichen Gebieten Meteorologie, Hydrologie, Ozeanografie und Klimatologie.
Das Institut hat seinen Hauptsitz in Warschau, ul. Podleśna 61. Es hat regionale Prognosebüros für das Einzugsgebiet der Oder in Breslau, der polnischen Ostseeküste in Gdynia, der Weichsel in Krakau und der Warthe in Posen.